# 이종도
이종도(李鍾道, 1952년 5월 22일 ~ )는 전 KBO 리그 OB 베어스의 외야수이다.
은퇴 후 태평양 돌핀스(1989년 ~ 1991년) LG 트윈스(1992년 ~ 1993년)에서 코치를 역임했고 1993년 LG 코치를 끝으로 현장을 떠나  1994년부터 KBS 라디오 해설위원으로 활동했다가   김성근 감독이 1995년 10월 19일부터 3년 계약 형식을 통해 쌍방울 레이더스 감독으로 부임하자 이 팀 수석-주루코치를 맡아 현장에 돌아왔는데 김성근 감독은  만년 약체였던 쌍방울 2년 연속 3위로 끌어올려 가능성을 보여 주었으며 이  때문에 1998년 10월 23일부터 2년 재계약했으나   IMF 사태 여파로 모기업이 재정난에 시달리면서 구단이 '선수 팔기'라는 극단적 선택을 하게 되어   팀의 주축인 박경완, 김현욱, 김기태, 조규제 등이 현금 트레이드로 타 팀으로 떠나 1999년 전반기 성적 17승 59패 5무승부를 기록하는 등 급속한 전력약화를 겪어 전반기 종료 후 해임된 뒤 김준환 코치가 감독대행으로 부임하자 2군감독으로 자리를 옮겼는데 당시 쌍방울은 1993년 12월 7일부터 3년 계약 형식으로 한화 이글스 투수코치를 맡았다가 3년 계약 종료 후 프로야구 지도자 출발을  같이(84년 OB) 한 김성근 감독의 부름을 받아 1996년 12월 2일부터  쌍방울 2군 투수코치(2년 계약)로 자리를 옮겼지만 1995년 12월 1일부터 2년 계약 형식을 통해 2군감독에 취임한 이선덕이 1997년 말 "IMF 사태" 때문에 모기업의 부도로 운영 자금이 끊기자 같은 시기 스카우트로 자리를 옮긴 뒤 2군감독으로 이동한 이충순이  1998년 말 2년 계약 종료로 자연스럽게 물러난 후 한동안 후임자를 찾지 못해 구천서 코치가 2군 감독대행을 맡았었다.
그 뒤,  김준환 감독대행이 1999년 시즌 후 쌍방울 정식 감독으로 임명되자 본인(이종도)이 그랬던 것처럼 소위 '김성근 사단'으로 불린 이홍범 트레이닝코치, 조범현 배터리코치(삼성 이적), 이광길 수비코치(한화 이적)와 함께 팀을 떠났고 이들 외에도 1993년부터 2군 타격코치로 활동한 김대진 코치(LG 이적)가 팀을 떠나야 했다.
이후, 모교인 고려대학교 야구부 감독으로 있다가 2007년에는 KBS N 스포츠 야구해설자로도 활동하였고  김준환은 쌍방울 레이더스 해체 뒤  2000년 1월 창단된  SK 와이번스의 창단 수석코치를 맡았으나 같은 해 말 단행된 '쌍방울 색 지우기' 프로젝트에 따라 해임되었으며 김준환 외에도 1999년 말 본인이 쌍방울 정식 감독으로 부임한 과정에서 쌍방울 코치로 부임했지만 팀이 2000년 1월 해체된 후 새로 창단된 SK 와이번스에서 코치를 역임한 함학수 김성현 박철우 이건열 코치와 쌍방울 시절부터 몸 담아 온 박상열  김만후 코치가 같은 시기 팀을 떠나야 했다.
1982년 프로 야구 원년 개막전에서 삼성 라이온즈 투수 이선희를 상대로 끝내기 만루 홈런을 쳤다. 그가 친 이 홈런은 KBO 리그 사상 최초의 끝내기 홈런이었다. 2008년에는 케이블 스포츠 채널인 Xports의 해설위원을 맡았다. 2011년부터 일본 독립리그 서울 해치 코치가 됐다. 2012년부터 설악고등학교의 야구부 감독으로 취임했지만 2017년 11월 지휘봉을 내려놓았다.

## 출신학교
- 동대문중학교
- 중앙고등학교
- 고려대학교 체육교육학과 70학번

## 경력
- MBC 청룡
- OB 베어스

## 통산 기록
| 연도   | 소속 팀 | 타율  | 경기수 | 타수 | 득점 | 안타 | 홈런 | 루타 | 타점 | 도루 | 볼넷 | 사구 | 삼진 | 병살타 | 기타 |
| ------ | ------- | ----- | ------ | ---- | ---- | ---- | ---- | ---- | ---- | ---- | ---- | ---- | ---- | ------ | ---- |
| 1982년 | MBC     | 0.324 | 78     | 287  | 52   | 93   | 11   | 143  | 48   | 21   | 32   | 4    | 51   | 4      |      |
| 1983년 | MBC     | 0.296 | 98     | 341  | 50   | 101  | 8    | 154  | 62   | 16   | 35   | 7    | 42   | 3      |      |
| 1984년 | MBC     | 0.179 | 59     | 145  | 14   | 26   | 3    | 42   | 13   | 0    | 21   | 3    | 27   | 5      |      |
| 1985년 | OB      | 0.270 | 105    | 282  | 34   | 76   | 4    | 108  | 35   | 3    | 30   | 4    | 39   | 6      |      |
| 1986년 | OB      | 0.212 | 69     | 99   | 10   | 21   | 0    | 25   | 6    | 8    | 20   | 2    | 7    | 5      |      |
| 1987년 | OB      | 0.208 | 73     | 130  | 14   | 27   | 2    | 37   | 12   | 2    | 16   | 0    | 21   | 3      |      |
| 통산   | 6시즌   | 0.268 | 482    | 1284 | 174  | 344  | 28   | 509  | 176  | 50   | 154  | 20   | 187  | 26     |      |